# 月本暎
月本 暎（つきもと あき、1916年頃 - 1985年5月30日）は、1939年に開催されたニューヨーク万国博覧会に「ミス日本」として派遣された女性。名前について月本 暎子（あきこ）とする資料もあるが、ここでは朝日新聞の報道に従う。

## 来歴
日米関係が目に見えて悪化していた時期に開催されたニューヨーク万国博覧会であるが、日本政府も参加はしていた。万博の「日本デー」に派遣された親善使節の一人が「ミス日本」の月本である。ミスといっても公募した出場者を審査したのではない。外務省・商工省・鉄道省などの官僚、東京市と世界万国博覧会協会のスタッフが人選にあたったが、全国各地の女学校に手紙で照会して、あるいは目を付けた女性宅を直接訪問するといったやり方で候補者を集めた。
月本のばあいは、東京市と外務省の役人が両親に「娘さんを外国に出せるか」と訊ねた。月本を含む最終候補者7人位が帝国ホテルに集められ、フルコースのディナーを食べながらテーブルマナーや英会話（日本の風物について英語で伝えられるか）を採点された。渡米前には茶道・華道の特訓も受け、「東京市嘱託・高等官待遇」の辞令も受け取った。なお、渡航費や衣装代（ニューヨークでお披露目した振袖）について、当局は半分ほどしか負担してくれなかった。井上章一は、テーブルマナーや英会話を身に着けた上級国民の娘を対象に狙いを定めていたのだという。
月本らの渡米の目的の一つに、出雲大社で採火された聖火をアメリカ側に手渡すというものがあった。「東京市より親善の焔を贈る」という名目で、出雲大社より東京市長代理が神火を受け取り、5月9日、日比谷野外音楽堂で行われた点火式で月本に伝達された。5月11日、龍田丸に乗って横浜港より出帆。25日、サンフランシスコに到着。6月7日、ニューヨークのフィオレロ・ラガーディア市長に聖火を手渡した。ニューヨークでは国賓級の待遇で、本人の回想によると警察官たちの先導のもと高級車で五番街を走ったのは夢のような体験だった。
帰国後は一時的に婦人雑誌のモデルを務めるが「日本を代表する使節としての名誉を忘れて女優や芸妓のまねごとをするとは何事か」という趣旨の脅迫電話を受け、すぐにやめる。1941年秋、日本紡績の社長の息子と結婚するが、夫はまもなく戦死してしまう。
戦後は横田基地に勤務。司令官通訳などを歴任。周囲のアメリカ人たちは「ミス日本」の肩書を気に入ったのか、月本を大切に扱ったが、アメリカ人の前では必要以上に卑屈になる日本人に嫌気がさし、基地を辞める。しばらくの間貿易商の父を手伝う。1957年、日本マクドネル・ダグラス入社。支社長まで出世して1975年、退社。
晩年は渋谷区千駄ヶ谷に暮らす。1985年5月30日午後0時39分、直腸がんにより代々木病院で死去。